# Усть-Зула
Усть-Зу́ла — село в Юрлинском районе Пермского края России. Административный центр Усть-Зулинского сельского поселения (с 2004 года). С 1926 по 2004 годы — административный центр Усть-Зулинского сельсовета. До упразднения уездно-губернского деления (1923) волостной центр Усть-Зулинской волости в составе Чердынского уезда Пермской губернии Российской Империи (до 1917 года) и РСФСР (до 1923). Общее население села, включая примыкающие деревни, 339 человек (2021).

## География
Находится на правом берегу р. Зула, правом притоке р. Лопва, в 16 км от с. Юрла. С севера к селу примыкают деревни Демидова и Пестерева, с юга деревня Букреева.

## Гидрография
Благодаря расчлененности рельефа и большому количеству осадков территория поселения изобилует реками и ручьями, реки поселения — типично равнинные, вытянутые в широтном направлении. Наиболее значимые гидрографические объекты — р. Зула, Лопан, Сюрол.

## Флора и фауна
Растительный покров представлен в основном сосново-еловыми лесами, распространены береза, осина и другие лиственные породы. В подлеске — рябина, черемуха, в кустарниковом ярусе — шиповник, жимолость пушистая, можжевельник. На лугах господствуют травы: белоус, подорожник. В лесах обитают лоси, медведи, рысь, белка, рябчик, встречаются волки, зайцы, бурундуки.

## Климат
Село Зула находится в зоне умеренно континентального климата, который характеризуется холодной, продолжительной зимой и теплым, сравнительно коротким летом. Заморозки наступают ранней осенью и поздней весной. В целом климат для проживания населения оценивается как умеренно-благоприятный.
Наиболее холодный месяц — январь, со среднесуточной температурой — 15,7 оC, наиболее теплый — июль, среднемесячная температура +17,6°С. Абсолютный минимум температуры отмечен в декабре — феврале и составляет −48 оС, абсолютный максимум отмечен в августе и составляет +37°С. Среднегодовая температура −0,8°С — −1,1°С. Продолжительность безморозного периода 110 дней; относительная влажность воздуха в среднем за год составляет 76 %. Основное направление ветра: юго-западное и южное. Средняя скорость ветра составляет 3,9 м/сек.
Снежный покров устанавливается обычно в конце октября — начале ноября, но его толщина до начала декабря незначительна. Начало весны характеризуется установлением положительных температур и сходом снежного покрова. Переход среднесуточной температуры более 0оС устанавливается в апреле, с апреля снег на полях начинает постепенно сходить, в лесах снег сохраняется до середины мая, а в отдельные годы — до начала июня. Из всех месяцев теплого периода апрель наиболее беден осадками. В мае идет быстрое нарастание тепла, количество осадков увеличивается

## История
Первые упоминания о селе Усть-Зула приходятся на 1721 год, когда населенный пункт называется «деревня на Усть-Зуле». Село основано государственными крестьянам, выходцами из Кайгородского уезда Вятской губернии. Первой семьей Усть-Зулы были Трушниковы. Статус села Усть-Зула получила в 1873, когда была построена деревянная Сретенская церковь (сгорела в 2014 г.).
Жители села получали средства к существованию от земледелия. Избыток хлеба зулинцы увозили в с. Ильинское, с. Усолье и в Кажимский завод. Основным подсобным промыслом зулинцев была заготовка леса для сплава лесопромышленникам.
В 1919 году жители села участвовали в Юрлинском восстании. В результате 4 часового боя в с. Усть-Зула с крестьянами недовольными советской властью, руководимых прапорщиком Жениными восстание было подавлено.
В 1926 году был образован Усть-Зулинский сельсовет включавший 19 населенных пунктов: Липова, Пестерева, Демидова, Усть-Зула, Букреева, Новоселова, Осинка, Кирьянова, выселки: Александровский хутор, Андреевка, Заболотный, Иванова, Кузнецов, Лоскутова(Заречный), Матрехина, Медведка и Отопков. В сельсовете числилось 375 хозяйств, проживало 1839 жителей.
В 1929 году в селе возникла сельхозартель «Красный партизан», в 1970 на месте артели возник совхоз «Зулинский».

## Население
| 1869 | 1909 | 1926 | 1958 | 1979 | 1998 | 2010 |
| ---- | ---- | ---- | ---- | ---- | ---- | ---- |
| 372  | 310  | 365  | 377  | 380  | 376  | 222  |

## Известные люди
Усть-Зула — родина Сергея Георгиевича Андреева (род. 1955 г.), главного режиссёра Коми-Пермяцкого окружного драматического театра им. М. Горького. 

## Экономика
В окрестностях села территория перемежается землями населенных пунктов и сельскохозяйственных угодий. Основные экономические отрасли сельского поселения: лесное хозяйство, сельское хозяйство, розничная торговля.
В Усть-Зулинском сельском поселении отсутствуют крупные и средние предприятия в лесозаготовительной отрасли и сельском хозяйстве. Основу экономики составляют мелкотоварное производство.
В лесной отрасли работает малое предприятие ООО «Авангард».
На территории поселения расположено несколько торфяных месторождений, а также Зулинское месторождение строительных песков.
Для Зулы характерна как безвозвратная, так и маятниковая миграция, жители села переезжают на работу в г. Пермь, с. Юрла, г. Кудымкар.
Централизованное водоснабжение обеспечивается в селе из подземный скважины. Централизованное теплоснабжение частично обеспечивается двумя котельными. Котельные используются для отопления соответственно детского сада и школы. Электроснабжение поселения осуществляется от ТЭГРК N 9 энергосистемы. Услуги по электроснабжению предприятиям и населению поселения осуществляет филиал ОАО «МРСК Урала» — производственное отделение «Северные электрические сети», филиал которого расположен в г. Кудымкаре.

## Здравоохранение
Медицинскую помощь населению оказывает муниципальное учреждение здравоохранения «Юрлинская районная центральная больница», которая имеет в своем составе фельдшерско-акушерские пункт(ФАП) в с. Усть-Зула.

## Образование
Основная общеобразовательная школа и детский сад в одном здании на улице Школьная 7. Сзади школы присутствует школьная площадка.

## Культура
Сельский клуб на улице Центральная 10 где есть библиотека, зал и сломанная площадка.

## Транспорт и связь
Транспортная сеть поселения сформирована автомобильными дорогами, главным образом, имеющими гравийное покрытие. Через Зулу проходит дорога Юрла-Зула-Чугайнов Хутор. На территории Усть-Зулинского сельского поселения действует один междугородний автобусный маршрут «Кудымкар — Чугайнов Хутор», с остановками в двух населенных пунктах поселения, в д. Лобаново и с. Усть-Зула, осуществляемый ОАО «Кудымкарское ПАТП».
В Зуле присутствуют услуги стационарной телефонной связи, доступ в Интернет, мобильные операторы стандарта GSM: TELE2, Билайн и Мегафон.